# アドリアン・ゼリコヴィッチ
アドリアン・ゼリコヴィッチ（Adrian Zeljković、2002年8月19日 - ）は、スロベニアのサッカー選手。ポジションはミッドフィールダー。

## クラブ経歴
2023年7月、FCスパルタク・トルナヴァと4年契約を締結した。
2025年5月12日、FCヴィクトリア・プルゼニに移籍した。

## 代表経歴
2024年1月、アメリカ戦でスロベニア代表デビューを果たした。
UEFA EURO 2024に選出